# Francisc Bárányi
Francisc Bárányi (n. 13 mai 1936, Sânnicolau Mare – d. 10 decembrie 2016, Budapesta) a fost un medic și politician maghiar din România, deputat de Timiș în trei legislaturi, din 1990 până în 2000, ales pe listele partidului UDMR. În cadrul activității sale parlamentare, Francisc Bárányi a fost membru în grupurile parlamentare de prietenie cu Republica Elenă și Republica Chile. În legislatura 1996-2000, Francisc Bárányi a fost membru în grupurile parlamentare de prietenie cu Statul Kuwait și India.
În anul 1998 a deținut pentru 2 luni funcția de ministru al sănătății în Guvernul Radu Vasile. Ca ministru a declarat într-o conferință de presă că a semnat sub amenințare un angajament de colaborare cu Securitatea. În calitate de ministru al sănătății nu a fost de acord ca Ministerul Apărării Naționale, SRI și Ministerul de Interne să aibă o casă de asigurări de sănătate separată. Și-a dat demisia în urma unei campanii de presă, iar pentru resortul sănătății a fost numit avocatul Gábor Hajdu (UDMR). Francisc Bárányi a fost căsătorit cu medicul Ildiko Bárányi, decedată în 2014.

## Cariera profesională
Între 1969-1990 a fost șeful secției de terapie intensivă la Spitalul Municipal din Timișoara.